# Động đất bắc Ý 2012
Vào tháng 5 năm 2012, hai trận động đất lớn xảy ra ở miền Bắc nước Ý, gây ra 27 người chết và thiệt hại lan rộng.
Trận động đất đầu tiên, ghi nhận cường độ 6.1, xảy ra ở vùng Emilia-Romagna, cách thành phố Bologna 36 km về phía Bắc, vào ngày 20 tháng 5 lúc 04:03 giờ địa phương (02:03 UTC). Tâm chấn nằm giữa Finale Emilia, Bondeno và Sermide. Hai cơn dư chấn lần nữa xảy ra, khoảng một giờ sau trận địa chấn chính  và một khoảng 11 giờ sau trận địa chấn chính. Bảy người đã thiệt mạng.
Một trận động đất mạnh 5,8 độ richter đã xảy ra cùng một khu vực chín ngày sau đó, vào ngày 29 tháng 5, làm thêm hai mươi người chết và thiệt hại phổ biến, đặc biệt đối với các tòa nhà đã bị suy yếu do động đất vào ngày 20 tháng 5. Tâm chấn ở Medolla: trận động đất xảy ra ở độ sâu khoảng 10 km (6,2 dặm)